# Javier Chicote
Javier Chicote Lerena (Logroño, 20 de septiembre de 1979), es un periodista de investigación español y profesor universitario. Destaca por destapar informaciones sobre tramas de corrupción política y económica en investigaciones como el Caso Gürtel, Caso Palau, Nueva Rumasa, Marsans, los negocios de los Pujol, Felipe González, Iván Chaves o el caso Manos Limpias-Ausbanc. Reveló las corruptelas de Francisco Granados en una serie de reportajes en la revista Interviú en febrero de 2009, cinco años antes de la detención del político del Partido Popular. Estas informaciones sirvieron a la Fiscalía Anticorrupción para abrir las diligencias de investigación de la trama Púnica. Es uno de los pocos periodistas españoles que ha visitado la prisión de Guantánamo, donde realizó un documental. Publicó los documentos que acreditaban la relación de los líderes de Podemos con el Gobierno de Venezuela a través de la Fundación CEPS y las facturas cobradas por Pablo Iglesias por presentar un programa de la televisión pública iraní Hispan TV. También avanzó el adiós a la política del que fuera secretario general de Podemos y vicepresidente del Gobierno. 
Formó parte de la Junta Directiva de la Asociación de Periodistas de Investigación (API) como vocal de Comunicación y es uno de sus miembros fundadores. En mayo de 2019 la Asociación de la Prensa de Madrid (APM) le otorgó el Premio al Mejor Periodista del Año 2018 por tres investigaciones: el plagio en la tesis doctoral del presidente del Gobierno, Pedro Sánchez; el desvío de fondos de la Fundación Leo Messi; y los pagos de constructoras al Partido Popular. En septiembre de 2019 publicó varias informaciones sobre plagios cometidos por el presidente del Senado, el catedrático Manuel Cruz, en sus libros sobre filosofía. El PSOE lo apartó del cargo y Cruz acusó al diario ABC de orquestar una campaña contra él.

## Biografía
Javier Chicote Lerena, natural de San Millán de la Cogolla (La Rioja), nació en Logroño en 1979. Se trasladó a Madrid para cursar los estudios de periodismo en la Universidad Antonio de Nebrija. Tras finalizar su licenciatura (2001) se doctoró cum laude en la Universidad Complutense de Madrid (2005).

## Trayectoria
El periodista Javier Chicote es redactor de investigación del periódico ABC desde enero de 2012 y jefe del equipo de investigación desde marzo de 2022. También se dedica a la enseñanza universitaria, como profesor de Periodismo de Investigación en la Universidad Camilo José Cela, (2007- 2017), en el Máster de Periodismo ABC-Universidad Complutense de Madrid (2013-2020) y en el Instituto de las Artes Audiovisuales Tracor-CEU, donde codirige el Máster de Reporterismo e Investigación para Televisión (MRI).
Antes de trabajar el diario de Vocento, Chicote ha pasado por El Mundo, Interviú, Público, El Confidencial y Antena 3. Colabora o ha colaborado con distintos programas de actualidad de TVE, Antena 3 Televisión, Telecinco, Cuatro, La Sexta y 13TV.
Es autor de cinco libros: El Periodismo de Investigación en España (2006, Fragua), Objetivo Intervida (2007, Arcopress). Socialistas de élite (2012, La Esfera de los Libros), sobre las puertas giratorias entre la política y la gran empresa, concretamente en la generación del expresidente del Gobierno español Felipe González. y Manos Limpias, manos sucias (2019, Arcopress), sobre la corrupción del sindicato Manos Limpias y las presuntas extorsiones junto a la asociación Ausbanc. En 2021, Roca Editorial de Libros publicó El jefe de los espías, del que es coautor junto con Juan Fernández-Miranda. El libro toma como base las anotaciones personales de Emilio Alonso Manglano, quien fuera jefe del servicio de inteligencia español (CESID, precursor del hoy CNI), y sostiene que Juan Carlos de Borbón le dio un millón de dólares saudís a Adolfo Suárez para que se fuese de la política.